# FDJ Nouvelle-Aquitaine Futuroscope/Saison 2022
Dieser Artikel beschreibt die Mannschaft und die Siege des Radsportteams FDJ Nouvelle-Aquitaine Futuroscope in der Saison 2022.

## Mannschaft
| Teamkader               | Teamkader         | Teamkader  | Teamkader                        |
| Name                    | Geburtsdatum      | Land       | Vorheriges Team                  |
| ----------------------- | ----------------- | ---------- | -------------------------------- |
| Stine Borgli            | 4. Juli 1990      | Norwegen   | Keukens Redant (2019)            |
| Grace Brown             | 7. Juli 1992      | Australien | Team BikeExchange (2021)         |
| Marta Cavalli           | 18. März 1998     | Italien    | Valcar-Travel & Service (2020)   |
| Brodie Chapman          | 9. April 1991     | Australien | Tibco-Silicon Valley Bank (2019) |
| Clara Copponi           | 12. Januar 1999   | Frankreich | Bio Frais (2019)                 |
| Eugénie Duval           | 3. Mai 1993       | Frankreich |                                  |
| Emilia Fahlin           | 24. Oktober 1988  | Schweden   | Wiggle High5 (2018)              |
| Maëlle Grossetête       | 10. April 1998    | Frankreich |                                  |
| Vittoria Guazzini       | 26. Dezember 2000 | Italien    | Valcar-Travel & Service (2021)   |
| Victorie Guilman        | 25. März 1996     | Frankreich | DN 17 Poitou-Charentes (2015)    |
| Marie Le Net            | 25. Januar 2000   | Frankreich | Breizh Ladies (2018)             |
| Cecilie Uttrup Ludwig   | 23. August 1995   | Dänemark   | Bigla (2019)                     |
| Évita Muzic             | 26. Mai 1999      | Frankreich | VC Morteau Montbenoit (2017)     |
| Jade Wiel               | 2. April 2000     | Frankreich | VC Morteau Montbenoit (2018)     |
|                         |                   |            |                                  |
| Quelle: ProCyclingStats |                   |            |                                  |

## Siege
| Siege    | Siege                                                     | Siege                  | Siege  | Siege                 | Siege |
| Datum    | Rennen                                                    | Staat                  | Klasse | Siegerin              |       |
| -------- | --------------------------------------------------------- | ---------------------- | ------ | --------------------- | ----- |
| 12. Jan. | Australische Meisterschaften, Einzelzeitfahren der Frauen | Australien             | CN     | Grace Brown           |       |
| 10. Apr. | Amstel Gold Race                                          | Niederlande            | 1.WWT  | Marta Cavalli         |       |
| 17. Apr. | Grand Prix de Chambéry                                    | Frankreich             | 1.1    | Brodie Chapman        |       |
| 20. Apr. | La Flèche Wallonne                                        | Belgien                | 1.WWT  | Marta Cavalli         |       |
| 5. Jun.  | Alpes Gresivaudan Classic                                 | Frankreich             | 1.2    | Évita Muzic           |       |
| 6. Jun.  | The Women’s Tour, 1. Etappe                               | Vereinigtes Königreich | 2.WWT  | Clara Copponi         |       |
| 9. Jun.  | The Women’s Tour, 4. Etappe                               | Vereinigtes Königreich | 2.WWT  | Grace Brown           |       |
| 14. Jun. | Mont Ventoux Elevation Challenges (women)                 | Frankreich             | 1.2    | Marta Cavalli         |       |
| 26. Jun. | Dänische Meisterschaften, Straßenrennen der Frauen        | Dänemark               | CN     | Cecilie Uttrup Ludwig |       |
| 26. Jul. | Tour de France Femmes, 3. Etappe                          | Frankreich             | 2.WWT  | Cecilie Uttrup Ludwig |       |
| 13. Aug. | Tour of Scandinavia, 5. Etappe                            | Norwegen               | 2.WWT  | Cecilie Uttrup Ludwig |       |
| 13. Aug. | La Périgord Ladies                                        | Frankreich             | 1.2    | Grace Brown           |       |
| 14. Aug. | Tour of Scandinavia, Gesamtwertung                        | Norwegen               | 2.WWT  | Cecilie Uttrup Ludwig |       |
| 14. Aug. | La Picto-Charentaise                                      | Frankreich             | 1.2    | Marie Le Net          |       |
| 9. Sep.  | Madrid Challenge by La Vuelta, 3. Etappe                  | Spanien                | 2.WWT  | Grace Brown           |       |